# Blackhouse

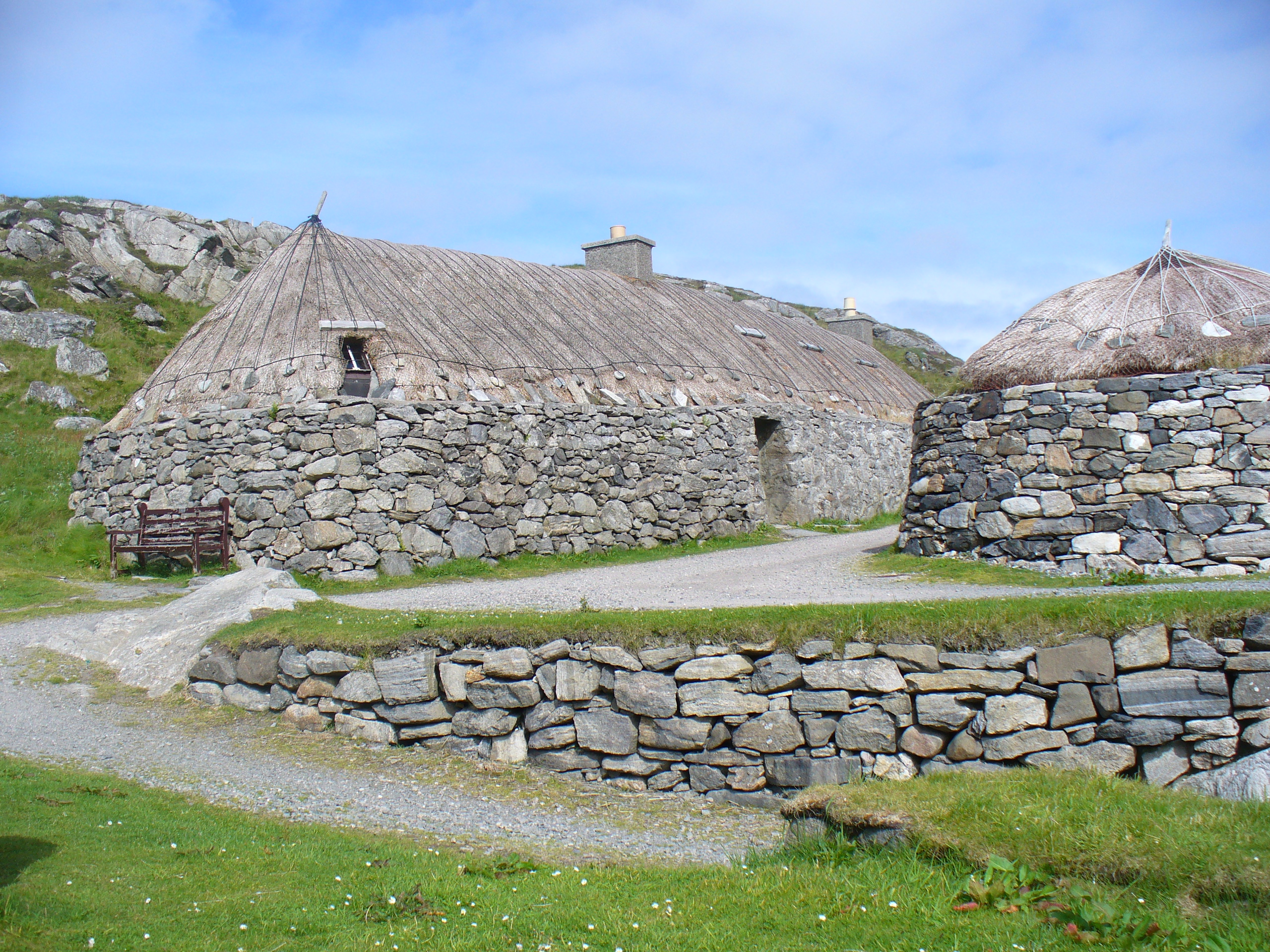
Blackhouse del villaggio di Gearrannan, nella costa occidentale dell'Isola di Lewis nelle Ebridi Esterne

Le blackhouse (in irlandese teach dubh [ˌtʲax ˈd̪ˠʊw], in gaelico scozzese t(a)igh-dubh [t̪ʰə ˈt̪uh], lett. "casa nera") sono tradizionali tipi abitativi, comuni in Scozia nelle Highlands e nelle Isole Ebridi ed in Irlanda. Si tratta di un tipo di case lunghe, realizzate con muri a secco e tetto di paglia sprovviste di canna fumaria.